# Đớp ruồi lam lớn
Cyornis magnirostris là một loài chim trong họ Muscicapidae.